# ادامدیگی اپازیلا
ادامدیگی اپازیلا (به لاتین: Adamdighi Upazila) یک سکونتگاه مسکونی در بنگلادش است که در ناحیه بوگرا واقع شده‌است.

## خصوصیات
ادامدیگی اپازیلا ۱۶۹٫۱ کیلومترمربع مساحت و ۱۷۰٬۳۲۶ نفر جمعیت دارد.